# نورويتش (نيويورك)
نورويتش (بالإنجليزية: Norwich, New York)‏ هي مدينة تقع في الولايات المتحدة في مقاطعة تشينانغو، نيويورك. يقدر عدد سكانها بـ 7,190 نسمة ومساحتها 5.3 كم2 وترتفع عن سطح البحر 309 متر.

## التركيبة السكانية
حدّد مكتب تعداد الولايات المتحدة بيانات التركيبة السكانية لنورويتش في تعداد الولايات المتحدة. في ما يلي، التركيبة السكانية حسب تعدادي 2000 و2010.

### تعداد عام 2000
بلغ عدد سكان نورويتش 7,355 نسمة بحسب تعداد عام 2000، وبلغ عدد الأسر 3,131 أسرة وعدد العائلات 1,671 عائلة مقيمة في المدينة. في حين سجلت الكثافة السكانية 1,337.3 نسمة لكل كيلومتر مربع (3,463.6/ميل2). وبلغ عدد الوحدات السكنية 3,500 وحدة بمتوسط كثافة قدره 636.4 لكل كيلومتر مربع (1,648.3/ميل2).
وتوزع التركيب العرقي للمدينة بنسبة 96.48% من البيض و1.39% من الأمريكيين الأفارقة و0.27% من الأمريكيين الأصليين و0.69% من الأمريكيين ذوي الأصول الآسيوية و0.19% من الأعراق الأخرى و0.98% من عرقين مختلطين أو أكثر و0.68% من الهسبانيون أو اللاتينيون من أي عرق.
بلغ عدد الأسر 3,131 أسرة كانت نسبة 30.4% منها لديها أطفال تحت سن الثامنة عشر تعيش معهم، وبلغت نسبة الأزواج القاطنين مع بعضهم البعض 35.6% من أصل المجموع الكلي للأسر، ونسبة 13.4% من الأسر كان لديها معيلات من الإناث دون وجود شريك، بينما كانت نسبة 4.3% من الأسر لديها معيلون من الذكور دون وجود شريكة وكانت نسبة 46.6% من غير العائلات. تألفت نسبة 40.2% من أصل جميع الأسر من عدة أفراد يعيشون في نفس المنزل ونسبة 19% كانت تتألف من شخص يعيش بمفرده يبلغ من العمر 65 عاماً أو أكثر. وبلغ متوسط حجم الأسرة المعيشية 2.19، أما متوسط حجم العائلات فبلغ 2.95.
بلغ العمر الوسطي للسكان 38.9 عاماً. وكانت نسبة 24.2% من القاطنين تحت سن الثامنة عشر، وكانت نسبة 7.8% بين الثامنة عشر والرابعة والعشرين عاماً، ونسبة 25.3% كانت واقعةً في الفئة العمرية ما بين الخامسة والعشرين والرابعة والأربعين عاماً، ونسبة 19.2% كانت ما بين الخامسة والأربعين والرابعة والستين، ونسبة 16.7% كانت ضمن فئة الخامسة والستين عاماً فما فوق. يوجد لكل 100 أنثى 80.7 ذكر، ويوجد لكل 100 أنثى في الثامنة عشر من عمرها فما فوق 77.3 ذكر.
بلغ متوسط دخل الأسرة في المدينة 28,485 دولارًا، أما متوسط دخل العائلة فبلغ 39,808 دولارًا. وكان متوسط دخل الذكور 33,537 دولارًا مقابل 24,430 دولارًا للإناث. وسجل دخل الفرد الخاص بالمدينة 17,339 دولارًا. وكانت نسبة 14.7% من العائلات ونسبة 18.7% من السكان تحت خط الفقر، وكان من هؤلاء نسبة 28.5% تحت سن الثامنة عشر ونسبة 9.2% في الخامسة والستين من العمر وما فوق.

### تعداد عام 2010
بلغ عدد سكان نورويتش 7,190 نسمة بحسب تعداد عام 2010، وبلغ عدد الأسر 3,097 أسرة وعدد العائلات 1,676 عائلة مقيمة في المدينة. في حين سجلت الكثافة السكانية 1,307.3 نسمة لكل كيلومتر مربع (3,385.9/ميل2). وبلغ عدد الوحدات السكنية 3,409 وحدة بمتوسط كثافة قدره 619.8 لكل كيلومتر مربع (1,605.3/ميل2).
وتوزع التركيب العرقي للمدينة بنسبة 94.63% من البيض و1.78% من الأمريكيين الأفارقة و0.24% من الأمريكيين الأصليين و0.60% من الأمريكيين ذوي الأصول الآسيوية و0.06% من سكان جزر المحيط الهادئ و0.68% من الأعراق الأخرى و2.02% من عرقين مختلطين أو أكثر و2.92% من الهسبانيون أو اللاتينيون من أي عرق.
بلغ عدد الأسر 3,097 أسرة كانت نسبة 30.2% منها لديها أطفال تحت سن الثامنة عشر تعيش معهم، وبلغت نسبة الأزواج القاطنين مع بعضهم البعض 33.3% من أصل المجموع الكلي للأسر، ونسبة 15.7% من الأسر كان لديها معيلات من الإناث دون وجود شريك، بينما كانت نسبة 5.1% من الأسر لديها معيلون من الذكور دون وجود شريكة وكانت نسبة 45.9% من غير العائلات. تألفت نسبة 38.4% من أصل جميع الأسر من عدة أفراد يعيشون في نفس المنزل ونسبة 16.4% كانت تتألف من شخص يعيش بمفرده يبلغ من العمر 65 عاماً أو أكثر. وبلغ متوسط حجم الأسرة المعيشية 2.24، أما متوسط حجم العائلات فبلغ 2.95.
بلغ العمر الوسطي للسكان 38.3 عاماً. وكانت نسبة 24.4% من القاطنين تحت سن الثامنة عشر، وكانت نسبة 8.7% بين الثامنة عشر والرابعة والعشرين عاماً، ونسبة 24.7% كانت واقعةً في الفئة العمرية ما بين الخامسة والعشرين والرابعة والأربعين عاماً، ونسبة 24.6% كانت ما بين الخامسة والأربعين والرابعة والستين، ونسبة 17.5% كانت ضمن فئة الخامسة والستين عاماً فما فوق. وتوزع التركيب الجنسي للسكان بنسبة 45.8% ذكور و54.2% إناث.

## أعلام
- روبرت سومنر
- جيل بوردن
- تشارلز ستيوارت جيجر
- أغسطس سيزر بويل
- ناتاشا فريند